# 魔法戦士リウイ
『魔法戦士リウイ』（まほうせんしリウイ）は、水野良による日本のライトノベル、もしくはそれを原作としたメディアミックス作品。小説は『月刊ドラゴンマガジン』に連載された。累計部数は200万部を突破している。
コミカライズ展開は、まず細雪純の作画による漫画版が『魔法戦士リウイ 紅炎のバスタード』というタイトルで『月刊ドラゴンジュニア』に1999年8月号から2003年4月号まで連載された後、作画：長谷川光司・脚本：小沢パンダによる漫画版が『魔法戦士リウイ』のタイトルで『コミッククリア』に2016年7月8日から2018年11月23日まで連載された。また2001年には衛星放送であるWOWOWにてテレビアニメが放送された。

## 概要
テーブルトークRPG『ソード・ワールドRPG』の背景世界「フォーセリア」を舞台に、魔法使いであり戦士でもある「魔法戦士」（ルーンソルジャー）の主人公の活躍を描く。
ソード・ワールド・ノベル内の1作として刊行された『魔法戦士リウイ/剣の国の魔法戦士』がシリーズとしては最初の巻だが、この巻のみ初期は挿絵をその後のシリーズとは異なるイラストレーター（士貴智志）が描いていた（以下、新装版に対して「旧版」と呼ぶ）。次巻である湖岸の国以降は横田守になり、新装版になった際に、挿絵も横田守の物に変更し、それと同時に他のシリーズとの整合性を取るために加筆訂正が行われた。
また、サードシーズン『賢者の国の魔法戦士』において「ファーラムの剣」に関係した事件が明らかにされているが、これはもともと『月刊ドラゴンマガジン』が創刊されて間もないころに連載されていた「ソード・ワールドRPG」関連記事にて紹介されていた、ゲーム内でこれから起こる（起こりつつある）とされていた、世界の存亡に関わる大事件である。
『呪縛の島の魔法戦士』では、同じく水野良の作品で、背景世界を共有する『ロードス島戦記』とのコラボレーションが試みられ、同作の主人公であるパーンやディードリットらも登場している。
『神代の国の魔法戦士』では、これまでほとんど紹介されることのなかった（その理由は文庫あとがきでも述べられている）「東の果ての島」イーストエンドでの冒険が描かれている。

## あらすじ
舞台は、英雄王・リジャールが治める、剣の国・オーファン。そこに暮らす青年・リウイは、魔術師見習いを卒業したばかりの魔術師だが、酒と女が大好きで、喧嘩は日常茶飯事。そんな生活を送る一方、心にわだかまりを抱える曖昧な日々を過ごしていた。そんなある日、リウイは、ミレル、ジーニ、メリッサから冒険者の誘いを受け、魔法戦士となる。これをきっかけに、リウイ達の壮大な冒険が始まった。

## 登場人物

### リウイ・パーティー
リウイ
声 - 小西克幸
本作の主人公。魔術師ギルドで育った少年。新王国暦521年時に18歳。屈強な肉体を持ち、野性味あふれる性格。様々な知識を必要とする魔法よりも、後先考えずなりふりかまわず本能的に拳を振り回す肉弾戦を好む。後に（セカンドシーズン『剣の国の魔法戦士』）オーファン国王リジャールの庶子であることが明らかになるが、アニメ版では不明。普段はやや間の抜けたところもあるが、苦境に陥るほどに活き活きとし、誰も想像もしないような型破りなやり方で次々と危機を乗り切っていくトリックスター。なぜかエルフに強い憧憬を抱いており、『呪縛の島の魔法戦士』では、ハイエルフであるディードリットにアプローチをかけ続けていた。頻繁にトラブルに巻き込まれるが、それはもはや特殊能力扱いされている。
冒険に出る前は自身の境遇に対しその適性が魔術師に不向きであることから来る将来への強い閉塞感等を覚え、それらを発散するために夜な夜な歓楽街に繰り出しては酒と喧嘩と女で大暴れしていた。しかし見境なく暴れていた訳ではなく、弱い相手や女性に無理強いすると言ったことは決してしない。
母親代わりともいえるジェニからは「父親に比べればずっと紳士的」と評されている。
また、豪放磊落なようでいて実際には強い責任感を持っており、自身の軽率な行動でアイラを指輪の虜囚にしてしまったことを痛烈に後悔し、それまでとは打って変わった情熱で不得意な魔術の修行に打ち込む姿が描かれている。
小説最終巻にて『ファーラムの剣』を手にし、魔精霊アトンに最終決戦を挑み倒したとされているが、直接の戦闘描写はされなかった。
小説版では赤ん坊のリウイを預けて出奔した母親がハーフエルフらしく、それが本当なら彼自身はエルフとのクォーターになる（ソード・ワールドRPGの設定に準ずるならば、「クォーターエルフ」は存在しないため「単にエルフの血が流れている人間」となる）。リウイ自身には実の母親の記憶はないが、エルフに強い憧憬を抱く理由として匂わされている。
ミレル
声 - 川上とも子（ゲーム『ヒーローズファンタジア』では松岡由貴）
本作のヒロイン。盗賊ギルドに所属するシーフの少女。新王国暦521年時に16歳（『剣の国の魔法戦士』旧版のデータ・セクションによる。以下注釈がない場合同じ）。ギルドに買われた孤児で、幼少時は成長が遅く、見た目が良くなかったため、娼婦（兎）ではなくスリ（猫）や暗殺者（蛇）として教育され、優秀な盗賊（穴熊）となった。当初はリウイを嫌っていたが、後に彼を愛するようになる。恋敵となるアイラには、生まれ育ちや体型などの面でコンプレックスを抱いているが、同時に同じ相手を好きになった者として共感するものを持っている。
小説最終巻にて、最終決戦の後から急に成長し始めたらしく、リウイと再会した時には立派な女性になっていた。
アニメ版ではシーフというよりは何でも屋のフリーターとして描かれ、バイト先は魚屋･メイド･ショーダンサーと多彩すぎて、ミレルが熱を出して寝込んだとき代わりを引き受けたメリッサを悩ませた。
ジーニ
声 - 高山みなみ
オーファンの北部、ヤスガルン山脈の小部族・アリド族の出身。頬を中心に墨で描かれた独特の紋様を持つ。新王国暦521年時に24歳。元傭兵で、大剣を扱う一流の女戦士。事あるごとにリウイを「素人」呼ばわりするが、やがて彼の成長を認めるようになる。
一見した印象や立ち居振る舞いは非常にクールで、現実的な判断を常に行う等、頼り甲斐のあるように見えるが、実際には非常に情が深く、特に男性に対して強く依存してしまう面があり、それが元で大きな失敗を重ねていた過去がある。
仲間の女性陣の中では唯一男性経験がある。
メリッサ
声 - 井上喜久子
戦の神マイリーの神官。新王国暦521年時に19歳。生家は隣国ラムリアースの貴族で、本名はメリサリム・ディブロー（ただし、実家を飛び出した際に姓は捨てている）。神の啓示を受け、不本意ながら「勇者リウイ」に仕えることになるが、当初は嫌悪感が勝ってしまい魔法を掛けることすら出来なかったのだが、次第に彼にも（自分の理想とはかけ離れたものではあるが）勇者の資質があることを認めていくようになる。
かつてアトンを封印したカストゥール最強の魔法戦士レパース(アレスタス)の末裔でもある。
アニメ版ではメインヒロインという扱いになっている。
アイラ
声 - 矢島晶子
リウイの同僚で幼馴染の女魔術師。リウイより2歳年上（ファーストシーズン時、20歳）。実家はオーファンでも有数の商家である「アウザール商会」。兄が一人いる。魔法の道具のコレクターで、知識も豊富だが、語りだしたら容易には止められないらしい。愛用している眼鏡も魔法の力を持っている。以前からリウイに恋心を抱き、ファーストシーズン終盤でミレルを交えた三角関係の末にリウイの婚約者になるが、小説最終巻で身を引いた。
ファーストシーズン最終巻で指輪に封印されてしまったが、セカンドシーズン最終巻にて復活を遂げた。
小説最終巻でリウイを助けるために大量の冒険者達に『アトンを見に行くだけで大金を払う』という法外な依頼を出したため、アウザール商会は破産してしまった。
だが、かなりの数の冒険者との繋がりを持てたため、最終決戦後には新しい事業を立ち上げると話していた。
ティカ
ブルム族出身の竜司祭（ドラゴンプリースト）。セカンドシーズン『湖岸の国の魔法戦士』で、リウイが従えることになった幼竜の世話をしている。いずれは自らも竜になること目指しており、人間的な感情をあまり表に出さず、人里離れた場所では野性的な生活をしている。崇拝する竜を従えているリウイに対しても、尊敬し従属的な態度を見せる。
書下ろしである『煙火の島の魔法戦士』にて、リウイパーティーより離れ、成竜となったクリシュの新たな支配者となった。
小説最終巻にて、アイラの呼びかけにより最終決戦に馳せ参じた。
クリシュ
リウイが竜の爪によって服従させ支配している幼竜。念話のような形でリウイと意思疎通できる。
竜司祭の部族の先代の族長で、竜魔法シェイプドラゴンによって変身竜として暴れて「邪竜」と呼ばれた。リジャール、カーウェス、ジェニの3人に退治され、転生の魔法で転生竜の卵になっていた。卵は部族の村で保管されていたが、卵から孵っても老竜（エルダードラゴン）に成長するまでは人間だった頃の記憶が戻らず食欲のままに同じ部族の村を襲う危険性があったため、リウイが竜の爪をクリシュに打ち込んで支配することになった。
幼竜（インファントドラゴン）から成竜（レッサードラゴン）に脱皮すると、埋め込まれた爪が取れるため再び爪を打ち込んで支配する必要がある。
『煙火の島の魔法戦士』にて、成竜となり爪が抜け落ちたが、ティカによって再び爪を打ち込まれて支配下に置かれた。
シャザーラ
エレミアの初代国王が使ったというランプの魔人。言い伝えによれば、ファリス神とファラリス神によって人間の欲望と自制心を見定めるために作られたという。
3つの願いを叶えることで、ランプより封印が解かれるということだったが、3つ目の願いを叶えた瞬間、古代魔法時代の一人の魔術師が、無限の魔力の塔の魔力を利用して作った指輪に再封印されてしまっている。
現在その指輪はアイラが所有することになり、アイラはその魔力と知識を利用することが可能になった。
この魔神の正体は知識の魔神（ナレッジ・デーモン）であり、非常に広範な知識を有している。ただし、必要な答えを得るには正しく質問しなければならない。
ただし、その知識を得るためには、質問をする対象の記憶を奪い取ってしまうという代償を払わなければならない。

### 剣の国オーファン

#### オーファン王室・政府
リジャール
声 - 内海賢二
リウイの実父。元冒険者で、老境に差し掛かった今もアレクラスト大陸で最強の戦士と目されている（フォーセリアという世界全体で見れば、彼に比肩し得る、あるいは凌駕する戦士はごく少数名であるものの存在するといえる。実子のリウイもその旨の発言を残している）。カーウェス、ジェニらとともに「邪竜」クリシュを退治して“竜殺し（ドラゴンスレイヤー）”の英雄となり、クリシュに滅ぼされたファン王国の王妃を娶ってオーファン王国を建国する。公式には王妃との間に息子が二人いる。生きた伝説として英雄視されているが、実像は大酒呑みで女好きの型破りな人物であり、冒険者時代の振舞いはソード・ワールドRPGリプレイ第3部のバブリーズを一人にまとめた姿、あるいはさらに上回るかのごとき極悪さであったという。
小説最終巻にて、オーファン王国を守るために壮絶な最期を遂げた。
リトラー
声 - 三木眞一郎
リジャールの長男でオーファンの皇太子（つまり、リウイの異母兄弟）。温和な好人物であるが、それがゆえに父王からは物足りなく感じられており、極めて辛い評価を受けている。また覇気のない態度から旧ファン王国貴族を中心とする側近を抑えきれずその暴走を招いてしまうこともあり、物語の一エピソードの背景となっている。
小説最終巻にてリジャール亡き後王位を継ぎ、リウイに世界の命運を託した。小説ではこれが初登場となる。
アニメ版では当初「レナード」の偽名で登場、イザベル･リリ･ジェイキンソン（いずれも後述）とともにパーティを組んで、リウイたちとライバル関係になる。
カシアス
オーファンの第二王子。公国として再興されたモラーナの公王になる。
最終決戦の後、エリスティアと結婚した。
ダーダネル
声 - 徳丸完
リトラーの側近。摂政。旧ファン王国時代からの貴族。宰相リスラーとの地位の上下は不明。リトラーに対し王として立つように勧める。
アニメ版ではリトラーを利用し、リジャール王を倒して旧ファン王国の貴族による寡頭制の復活を企む黒幕。
ローンダミス
オーファンの近衛騎士隊長。かつて御前試合に乱入して勝者を打ち倒し、褒美としてリジャールとの一騎撃ちを望むが一合で敗北。その後リジャールに仕えるようになる。ラヴェルナの旅に同行したことが縁で、彼女と結婚する。
リジャール亡き後、オーファン王国随一の強さを誇る戦士となる。
バーブ
オーファンの騎士で近衛騎士隊所属。ジーニとは傭兵時代の仲間だった。後に領主となる。
リスラー
オーファンの宰相。
ネフェル
鉄の槍騎士団の団長。戦闘能力ではローンダミスにやや劣るようであるが、高い指導力で主力部隊である鉄の槍騎士団を纏め上げている。宮廷内のリウイ支持派のトップである。
アトレー
国境警備隊隊長。
アーヴィン
オーファンの騎士見習い。ファン王国の時代から王都の近郊に広大な領地を持つ名門貴族、シュレイダー家の次男。メリッサを妻にすることを望む。
レミグラン
ザインからの亡命貴族。旧モラーナ王国の騎士隊長。

#### 魔術師ギルド
カーウェス
声 - 麦人
リウイの養父。オーファン魔術師ギルドの長。世界でも有数の魔術師で「偉大なる」カーウェスと呼ばれる。オランの「大賢者」マナ・ライの孫弟子にあたる。
かなりの老齢であり、リジャールと共に旅をしている際に大量の魔法を酷使したため、魔力が枯渇するという危険な状態になったが、『無限の魔力』を利用して枯渇した魔力を補充した。
後に宮廷魔術師の座をラヴェルナに譲った。
小説最終巻にて、リジャールと共にオーファン王国を守るために壮絶な最後を遂げた。
ラヴェルナ・ルーシェン
カーウェスの弟子の女魔術師。新王国暦521年時に28歳。魔術の才に長けることと、硬質的な美貌から「魔女」の異名を持つ。近衛騎士隊長のローンダミスは夫。アレクラスト大陸を巡る旅に出ていたが、『セカンドシーズン』の直前にオーファンへ帰還し、カーウェスから宮廷魔術師の地位とリウイの指導を引き継ぐ。リウイが旅立った後も「遠話の半水晶」と呼ばれる魔法の道具でリウイと連絡を取っており、彼が厄介事に巻き込まれるたびに相談を持ちかけられてもいる。
小説最終巻にて、結局、宮廷魔術師と魔術師ギルドの長の座を任された。
フォルテス
声 - 塚田正昭
オーファン魔術師ギルドの次席導師。魔術を至上のものと考える。ラヴェルナとは折り合いが悪い。神経質で陰湿な性格から若い魔術師達からは嫌われている。
『魔力の塔』という危険な魔道書を手に入れ、リジャール王を唆しそれを建設するが、リウイが王子の一人であったことや追い詰められたことにより発狂、最終的に建設された『魔力の塔』で討たれた。
アニメ版ではかなりコミカルなキャラクターに変更されており、原作よりもかなり温和な性格となっており、死ぬこともなかった。カツラを被っていた。
ダリル
正魔術師でリウイやアイラの同僚。
ファイエット
アイラの師事する導師で禁断の宝物庫の管理者。

#### 剣の国オーファンのその他の登場人物
ジェニ
声 - 紗ゆり
リウイの養母的な存在でもある女性。戦神マイリーの最高司祭で、両手に持った剣を舞いの如く自在に操るようから「剣の姫」の異名をもつ。リウイのことを「ウーくん」と呼ぶ。独身で、実子はいない。
小説最終巻にて、ファーラムの剣の試練を受けて眠りに付いているリウイを守るため戦い最期を遂げた。
マズル
オーファン盗賊ギルドの3人いる副頭領の一人。盗賊というよりは闇の商売人というべき男で、娼館や闇酒場、賭博場の経営などを行っている。女性に対しては威圧的に振舞っている。
サムス
オーファン盗賊ギルドの情報屋（鼠）。笑うのが下手。ミレルとは過去に一度共に仕事をしたことがある。後に王国に仕える密偵（犬）となる。
バナール
老魔術師でかつてはオーファンの町で私塾を開いていた。ギルドに入る前のアイラは最後の教え子。魔術師としての実力は確かで、ギルド創設時に導師として招かれたが、プライドの高さゆえに断る。シナリオ『四大魔術師の塔』にも事件の原因として登場した(登場した時点で既に死亡している)。
ローランド
アイラの祖父。アウザール商会をオーファン最大の商会に育て上げた大商人。若いころのオーファン王リジャールのパトロンの一人。70歳を越える老人で、現在は息子に商会を任せ、悠々自適の生活を送っている。
ハンセル
アウザール商会の商売敵であるロドリゴ商会の主人。かなりのやり手で、わずかな期間でロドリゴ商会を露天商からオーファン第2の商会になるまで成長させた。さらに娘ミュリエルを利用し、巧妙な策略で外堀を埋めてリウイとの政略結婚を目論む。
ミュリエル
ハンセルの娘。リウイに好意を抱く。
コミックス版（後述）では少女というより幼女として描かれ、原作のラブコメ色をさらに高めた。
セレシア
声 - 折笠富美子
争いの森・ターシャスに住むエルフの女性。リウイに好意を抱く。
アンジェラ
ジーニが傭兵時代に同僚だったヘクターの妹。兄の死がジーニのせいだと思っている。
ルダ
ジーニと同じ部族の精霊使い。ジーニを姉と慕っている。
ラディン
ルダの兄で、ジーニとはかつて恋人同士だった。
ネフラ
ジーニたちの集落の若長。
エメリア
大地母神マーファの神官。鉱山の町・グードンの大神殿で侍祭を務める。リウイに好意を抱く。
マルティナ
戦の神マイリーの神官。病死した後、亡霊となる。

### 魔法の王国ラムリアース
フレアホーン
ラムリアースの若き王。23代目にして初めての魔法の使えぬ王。
聡明であり、アルモザーンを討ったフリをして、城の地下に幽閉し、時期が来れば幽閉を解くつもりでいた。
コンラッド
声 - 山崎たくみ
オーファンの隣国・ラムリアースの騎士でメリッサの元婚約者。台詞や行動がいちいち大袈裟で芝居がかっている。メリッサを賭けてリウイに決闘を申し込むが、イカサマを看破された挙句リウイの拳を浴びて沈んだ。元は魔法騎士隊の隊長で、魔力こそ導師級だが剣の腕はさっぱりにもかかわらず、メリッサのためにと魔法を捨ててしまった。メルセリア侯爵家の次期当主でもある。アニメ版でも基本的には同じキャラであるが、やや扱いは良く、ラストでのリウイ達の行動に際し、メリッサのためにと囮役を果たす気概を見せた。しかも城壁の兵たちから逃げる際にはプレートアーマー着たままの状態で魔法を使うという荒業もやってのけた。アニメや漫画版では鎧の下はガリガリの痩せっぽちに描かれているが、原作では普通の体格の模様。
ウィズレイ
ラムリアースの貴族が作ったホムンクルス。
エリスティア
ラムリアースの王族。通称エリス。メリッサとは旧知。オーファンの魔術師ギルドに留学生としてやってくる。リウイに好意を抱く。
小説最終巻にて、ファーラムの剣をリウイに送り届けた。
後にモラーナ王と結婚した。
レクリオ
ラムリアース魔術師ギルドの最高導師。偏屈な人物として知られる。
アルモザーン
エリスティアの兄で、フレアホーンとは従兄弟同士。子爵。フレアホーンと王位を争い内戦を起こす。
内乱の後に討たれたと思われていたが実は存命しており、城の地下に幽閉されてそこで魔法と歴史を紐解いていた。
その結果、ファーラムの剣の本当の秘密を知りフレアホーンと協議し、エリスティアにファーラムの剣を託した。
メルセリア侯爵
コンラッドの父。フレアホーン王子派の重鎮。内戦に乗じ自らの勢力拡大をもくろむ。
ディブロー伯爵
メリッサの父。内戦では中立を保つ。
ラスターニ侯爵
アルモザーン派の騎士。内戦で戦死。
ダニエル
ディブロー家に仕える騎士。メリッサの護衛。
ジュディス
ラヴェルナの旅に同行した一人。ランロード伯爵の令嬢で元森林衛士（ウッドレンジャー）。
ケニー
ラヴェルナの旅に同行した一人。自然崇拝者（ドルイド）にして精霊使い。ジュディスの恋人。
ロウラス
一角獣の森に住むドルイド達の指導者。
アレスタス
ラムリアース建国王にしてメリッサ、エリスティア、そしてフレアホーンの先祖。
正体は第152代魔法王メルドラムゼーが蛮族出身の側室に産ませた息子であり、旧名レパース。表向きは父と異父弟ファーラムシアに忠実な護衛、暗殺者を装いつつ、裏ではカストゥール転覆のための一大テロ計画を進めていたが、蜂起直前に出現したアトンに対抗する最強の戦士としてファーラムの剣を託される。
アトンと相打ちになって爆死したと思われていたが、剣に宿っていた弟ファーラムシアの力で辛くも生還。その後、アレスタスと改名してラムリアースの現地民の長となりラムリアースを建国、アトンの復活に備えてライナスの賢者の学院を創設した。

### 湖岸の王国ザイン
ゼウヌス
ザインの国王。先代の王である兄を殺害し王座に着く。
ネクタール
元近衛騎士隊長。ゼウヌスの妹を妻とする。現在は国境の砦で守備隊の隊長を務める。
ヴィミー伯爵
ゼウヌスに反抗する前王派の重鎮。かつての宰相。
カッセル子爵
モラーナの復興を画策する。
リビアス
ヴィミー伯爵の側近。カッセル子爵との共闘関係を結ぶことに成功する。
オムル
ヴィミー伯爵の側近。
アヴィ
エア湖の湖岸で自治を行うブルム族の若者。ティカの兄で竜司祭でもある。
ソーン
ブルム族の族長。

### 砂塵の王国エレミア
シュメール
エレミアの王子。
パメラ
踊り子の女性。シュメールの妾妃として後宮（ハレム）に入る。
トーラ
シュメールの正妃。
サニトーク
エレミアの国王。シュメールの父。

### 賢者の王国オラン
カイアルタード7世
オランの国王。
小説最終巻にて、魔精霊アトンを復活させてしまった大罪を自ら引き受け、民衆に討たれた。
マナ・ライ
オラン魔術師ギルドの最高導師。魔術師ギルドを創設した大魔術師で「大賢者」として大陸中に知られる。
小説最終巻にて死亡したと思われていたが、実は存命しており、隠れたまま魔精霊アトンを倒す方法を模索していた。
バレン
オラン魔術師ギルドの次席導師。大陸最高の冒険者として知られ、「開拓者」「見つける者」などと呼ばれる。
小説最終巻にて、魔精霊アトンを復活させてしまった大罪と、マナ・ライを助けるために、自らマナ・ライに変装し爆死した。
ランディーヌ
オランの皇太子。
イゴール
近衛騎士隊長。ダニロを近衛騎士として取り立てようと思っている。
シヴィルリア・サイアス（シヴィル）
オランの女騎士。4人の仲間と共に聖剣探索の任に当たる。リウイに対抗心を抱いている。
アストラ
シヴィルの仲間の一人。まだ少年だが高い魔力を持つ天才魔術師。バレンに師事している。
スマック
シヴィルの仲間の一人。元盗賊。サイアス家に仕える執事でもある。
ダニロ
シヴィルの仲間の一人。オランの兵士。騎士になることを目指している。
エメル
シヴィルの仲間の一人。教団には属していないが、暗黒神ファラリスの神官である。

### 呪われた島ロードス
パーン
自由騎士の青年。
アイラの呼びかけに応じ、最終決戦に参戦した。
ディードリット
ハイエルフの女性。パーンと旅を続ける。
アイラの呼びかけに応じ、最終決戦に参戦した。
カシュー
ロードス北部にあるフレイム王国の王。元傭兵で「傭兵王」と呼ばれる。
スレイン
フレイム王国の宮廷魔術師。
シャダム
フレイムの傭兵隊隊長でカシューの側近。

### 草原の王国ミラルゴ
クーナ
ミラルゴの国王。さほど有力ではないジャーバ族の出身だが、偶然が重なり若くして王座に着く。
ディーノ
有力な部族であるアッジ族の族長で次代の国王候補。ミラルゴでも一、二の武勇を争う戦士。黒野牛の角を飾った兜をかぶり「双角の（ツインタスク）ディーノ」の異名を持つ。
マウラ
聖王国アノスとの国境近くの山間部に居住するグリフ族の少女。守護神像を操縦できる巫女。後にオランの魔術師ギルドに入門。マナ＝ライの最後の弟子となる。
シウバ
グリフ族の青年。もとは守護神像を操る神子として修行を重ねていたが、耐え切れずに集落を逃げ出す。アッジ族に身を寄せディーノの側近となる。
ドート
グリフ族の長老の一人。族長的な立場にある。

### 鋼の国ロドーリル
ジューネ
ロドーリルの女王。「鉄の女王」の名で知られ、侵略戦争の元凶とされている。

ヒュード
ロドーリルの将軍。「鮮血の将軍」の異名を持つ。

### 東の果ての島（イーストエンド）
サベル
アノスからイーストエンドに渡ったファリス神官。名前（及びイラストでの容姿）はフランシスコ・ザビエルから。
ソーマ
リウイ一行をイーストエンドに運んだ船長。
カガリ
蛇神ヤヅチを奉じる八部衆・ホムラの部族の族長の娘。弓の名手。リウイたちを海賊と誤解して襲って来た。
スセリ
天照神シャナの神官、カグラ衆の末席・十位のブアク。トリックスターの役割だが、実際には大人しい娘で男性恐怖症の傾向がある。カガリとは友人。
ラカン
八部衆筆頭・トバリの部族の族長。惣領と呼ばれる。巨漢で、イーストエンド独特の格闘技をマスターしており、素手の格闘でリウイを倒した、これまでの作中では、ジーニ以外でほぼ唯一の人物。

### 海賊の国バイカル
ギアース
いにしえの「海賊王」バラックの末裔にして海の民（バイキング）の族長。バイカル王国の重鎮。
リッケ
ギアースの孫。やや臆病なところがあり、本人も劣等感を抱いている。後に族長の地位を継ぎ、バイカル王となるが“臆病王”と称される。名前（及びイラストでの容姿）は『小さなバイキングビッケ』の主人公から。
ルーシア
バイカルの第三王女。リッケの婚約者。幼いながらも活発で勇敢な少女。
ラムス
海の民の有力氏族の長の息子。私掠船の指揮者として実績がある。また吟遊詩人でもあり、「魂の奏者」と呼ばれる。
テグリ
バイカルの敵対勢力であるムディール王国の海軍提督。海の民の船を多数沈めており、「海狼」の名で恐れられる。

### その他の登場人物
メルディナ
古代王国の魔術師。恋人に裏切られて指輪の中に魂が閉じ込められていたが、リウイがアイラにこの指輪を贈ったことでアイラの肉体を手に入れた。
ガードルート
ハーフエルフの女性。精霊使いにして戦士。リウイの母親であり、クリシュとの戦いでもリジャールの仲間として参戦しているが、世間には知られて居ない。対メルディナ戦でリウイに加勢した。
ルキアル
「指し手」と呼ばれる策略家。ロマールに軍師として招聘されていた。
優れた頭脳の持ち主であるが、平民出身の上に留学先のオランで魔術の素質が先天的に欠如していることを指摘されたため、王族･貴族と魔術師に激しいコンプレックスを抱く。
魔精霊アトンの復活を知り、数々の策略を持って民衆を扇動した。
最終決戦にて行方不明となる（死んだとも、生き延びているともいわれている）。
レティエ
ロマール王国・レイドの街の傭兵団「鋼の人形」の隊長の一人で、団長代理を務める。
ヘクター
レイドの傭兵ギルドでジーニの隊に配属された新入り。元は滅亡したレイド王国の貴族。

### アニメオリジナル
アニメ版（後述）のオリジナルキャラクター。小説版・ソードワールドRPGとは設定上一致しない点もある。
ガネット、ジョアン、アンナ
声 - 柚木涼香（ガネット）、永田亮子（ジョアン）、松来未祐（アンナ）
三人ともマイリーの女性神官。メリッサの後輩に当たり、メリッサを尊敬するあまりリウイを敵視し、色々行動するが大抵は裏目に出る。
イザベル
声 - 笠原留美
マイリーの女性神官。メリッサの同僚だが、褐色の膚に高慢な性格という対照的なキャラクター。メリッサを一方的にライバル視しており、その彼女への対抗心とマイリー神官として勇者に仕えるという憧れから、実際にはマイリーの啓示がなかったにも関わらず「わたくしも啓示を受けました」としてレナードを「勇者」と呼んで強引に仕え始める。
しかし【第23話　掟やぶりの女たち】でレナード（リトラー）の本当の正体を知り、自分との身分の差に打ち拉がれマイリーから勇者の啓示がなかったことをメリッサへ吐露する。
リリ
声 - 平松晶子
少女というより幼女のファリス？の神官。
本名はリナリム・コーウェル。リジャール王に敵対して取り潰された旧ファン王国の貴族コーウェル家の生き残りで、復讐のためダーダネルの部下となってリジャール王打倒をたくらみ、リトラーの監視役としてパーティを組む。
ジェイキンソン
声 - 西村知道
戦士というより格闘家の老人だが、剣の腕前も相当なものでジーニも勝つ自信がないと称する程。リトラーの執事で、共に城から出てきて、お目付け役として冒険に参加している。

## ヴァンブレード
カストゥール王国時代末期の付与魔術師であり鍛冶師でもあったヴァンが造った10本の魔剣。防具などもセットになっている物が多い。第三部では副題の通り、ファーラムの剣を探すことが目的となっている。ファーラムの剣とは、カストゥール王国最後の魔法王ファーラムの肉体を素材にして魔精霊アトンを倒すために作られた魔剣。詳細は不明だが、伝説によれば極めて多量の魔力を必要とする模様で、それが「魔力の塔」の崩壊につながり、王国滅亡の一因となったとされている。
番兵（センチネル）
剣と鎧がセットとなった生きた鎧（リビング・アーマー）。レックスにあるヴァンの家を守護しており、勝った者を主として認める。
瞬間移動の魔力を持ち、主の召喚に応じて現れ、瞬時にその身を包む。
鎮めるもの（サプレッサー）
ロードス島に封じた炎の精霊王エフリートと風の精霊王ジンが復活した場合に備えて用意された対精霊王用の剣および、鎧と盾。
ロードス島戦記のパーンが所持している。真の力を発動したのは対アトン戦のみであるが、森の精霊王の魔法に耐えるなど対精霊の効果が有効に働いた場面もあった。
対アトン戦ではパーンの技量も相俟って、リウイに襲い掛かった複合精霊を尽く返り討ちにする猛威を揮った。
しかし、精霊を抹殺する力を放つこの剣の真の力は、精霊を友とする彼の伴侶にとって大変辛いものであるため、パーンはこの力を無闇に使うことを禁じている。
巨大なるもの（ギガンテス）
巨大なゴーレムである守護神像のための剣。
ゴーレムがアトンに敗れた後、巨大すぎて回収できないため、無の砂漠に放置されることになった。
見えざる鎖を断ち切りし邪剣（イレーサー）
斬ったものにかかった魔法を強制解除する「ディスペル・マジック」と同様の能力を持つ。
通常のディスペル・マジックの呪文では解除できない、魔法の宝物の魔力や呪いなども解除できる。
ヴァンが娘の婚約に際して、娘と娘婿の年齢差を埋める指輪と共に贈った。
神話を終焉せしむ宝剣（ミスバスター）
八つ首の蛇の怪物ヤヅチが復活した場合の対抗策として用意された剣と盾と8つの勾玉。三種の神器がモチーフ。
男性を魅了して操るヤヅチの魔力を防ぐため、転換の鏡盾（エクスチェンジャー）の魔力を発動し、ヤヅチを倒したという女性戦士・シャナの姿に変身して使用する。
やや小振りの直刀（イラストでは西洋風の両刃の片手剣で、「刀」ではない）で、竜（もしくは蛇）の眷属に対して高い攻撃力を有する。8つの勾玉がそれぞれ対応するヤヅチの首を滅する力を持ち、カートリッジのように剣の柄にひとつずつ順にはめ込んで攻撃する。ヤヅチの首は炎・雷・闇などの精霊（複合精霊を含む）の力を持っており、勾玉はこれを消去する。首を滅すると勾玉も消滅する。
「ミス（MYTH）」は神話の意。
インビンシブルブレード
“蛮勇を与えし”魔剣と呼ばれる。勇気の精霊バルキリーが封じられており、精霊使いでなくともバルキリーの力を借りた呪文（バルキリー・ジャベリンなど）を行使できる。また、手にした者は一切の恐怖を感じなくなる。
劇中では、バルキリーを崇拝する海の民を自滅させるための罠として作られたものではないかと推測されている。
「インビンシブル（INVINSIBLE）」は無敵などの意。
レックスのヴァンブレード
上記「番兵」を参照。
神の心臓のヴァンブレード
神代の竜の心臓と呼ばれる火山の中にあった剣。
竜の心臓の中にある始原の炎を制御するものであり、抜かれることで心臓を停止させる安全弁でもあった。
だが、抜かれることで結果として究極の竜殺剣（ドラゴンスレイヤー）が完成する。
ファーラムの剣
アレクラスト中原の魔法王国「ラムリアース」の国宝であるグレートソード。ラムリアース王家の象徴であり、魔剣としては最高値である+3の魔力に加えて、危険を感知すると剣身が白く輝く、歴代所持者の人格が残されているなど、様々な特殊能力を有している。物語が進行するまでは、一般的に「ヴァンブレード」といえばこの剣のことを指していた。
実は「ファーラムの剣」その物であり歴代のラムリアース王には真実が継承されていたが、フレアホーンには魔法の素養がないことで悩んでいた先王が、そのことを話す前に崩御してしまったため、このことをフレアホーンとアルモザーンは知らなかった。
その後、アルモザーンが、歴史を調べていた際にこの秘密に気が付いたことで、リウイの手に渡ることになった。
剣の中に鋳造したヴァンとファーラム王の意思が若干ながら存在する。
その真の力は言うまでもなく『魔精霊アトンを滅ぼす』ことにあり、そのためだけに魔法王国の総てを費やしているといっても過言ではない。カストゥール王国繁栄の象徴でもあり原動力でもある魔力の塔から膨大な魔力を引き出すことによってその力は発動する。
発動した瞬間に巨大な爆発が発生する。古代王国時代に現れたアトンに対してはその存在を完全に消滅させることは叶わず、結果として（カストゥール最後の王都でもある）無の砂漠の中にアトンが取り残されることとなった。
その他のヴァンブレード
『ソード・ワールドmobile』および『ソード・ワールドmobile2』にヴァン作の魔剣「ウィンドラッシュ」が登場する。グループSNEにより『ソード・ワールドRPG』用にデータ化もされている。風の精霊力に関する力があると推測されているが魔力が未解明なため、一般には凡作の魔剣と評価される。また同作には「ヴァンブレード」のレプリカも登場する。本物の「魔剣ヴァンブレード」も登場し、こちらはトライアル大会の優勝プレイヤーに賞品として与えられた。

## 既刊一覧

### ファーストシーズン
- 水野良（著）・横田守（イラスト）、富士見書房〈富士見ファンタジア文庫〉、全10巻
  - 『魔法戦士リウイ1』、1998年10月25日初版発行（10月21日発売[10]）、ISBN 4-8291-2845-3
  - 『魔法戦士リウイ2』、1999年2月25日初版発行（2月18日発売[11]）、ISBN 4-8291-2867-4
  - 『魔法戦士リウイ3』、1999年6月25日初版発行（6月14日発売[12]）、ISBN 4-8291-2891-7
  - 『魔法戦士リウイ4』、1999年12月25日初版発行（12月13日発売[13]）、ISBN 4-8291-2932-8
  - 『魔法戦士リウイ5』、2000年4月25日初版発行（4月10日発売[14]）、ISBN 4-8291-2959-X
  - 『魔法戦士リウイ6』、2000年8月25日初版発行（同日発売[15]）、ISBN 4-8291-2994-8
  - 『魔法戦士リウイ7』、2001年3月25日初版発行（3月16日発売[16]）、ISBN 4-8291-1337-5
  - 『魔法戦士リウイ8』、2001年7月25日初版発行（7月19日発売[17]）、ISBN 4-8291-1369-3
  - 『魔法戦士リウイ9』、2002年2月25日初版発行（2月20日発売[18]）、ISBN 4-8291-1405-3
  - 『魔法戦士リウイ0』、2003年3月25日初版発行（3月20日発売[19]）、ISBN 4-8291-1500-9
    - リウイと出会う前のジーニ、ミレル、メリッサを描く外伝。

### セカンドシーズン
- 水野良（著）・士貴智志（イラスト） 『ソードワールド・ノベル 剣の国の魔法戦士』 富士見書房〈富士見ファンタジア文庫〉、1993年2月3日発売[20]、ISBN 4-8291-2477-6
  - 『魔法戦士リウイ 剣の国の魔法戦士』（新版）2001年9月25日初版発行（9月20日発売[21]）、ISBN 4-8291-1372-3
- 水野良（著）・横田守（イラスト） 『魔法戦士リウイ 湖岸の国の魔法戦士』 富士見書房〈富士見ファンタジア文庫〉、1997年8月25日初版発行（8月20日発売[22]）、ISBN 4-8291-2767-8
  - 『魔法戦士リウイ 湖岸の国の魔法戦士』（新版）2001年9月25日初版発行（9月17日発売[23]）、ISBN 4-8291-1373-1
- 水野良（著）・横田守（イラスト） 『魔法戦士リウイ 砂塵の国の魔法戦士』 富士見書房〈富士見ファンタジア文庫〉、2003年9月25日初版発行（9月20日発売[24]）、ISBN 4-8291-1556-4

### サードシーズン
- 水野良（著）・横田守（イラスト）、富士見書房〈富士見ファンタジア文庫〉、全8巻
  - 『魔法戦士リウイ 賢者の国の魔法戦士』、2004年8月25日初版発行（8月20日発売[25]）、ISBN 4-8291-1633-1
  - 『魔法戦士リウイ 呪縛の島の魔法戦士』、2005年3月25日初版発行（3月19日発売[26]）、ISBN 4-8291-1698-6
  - 『魔法戦士リウイ 牧歌の国の魔法戦士』、2006年2月25日初版発行（2月18日発売[27]）、ISBN 4-8291-1798-2
  - 『魔法戦士リウイ 鋼の国の魔法戦士』、2006年12月25日初版発行（12月20日発売[28]）、ISBN 4-8291-1884-9
  - 『魔法戦士リウイ 神代の島の魔法戦士』、2007年12月25日初版発行（12月20日発売[29]）、ISBN 978-4-8291-1970-9
  - 『魔法戦士リウイ 嵐の海の魔法戦士』、2008年8月25日初版発行（8月20日発売[30]）、ISBN 978-4-8291-3316-3
  - 『魔法戦士リウイ 煙火の島の魔法戦士』、2011年1月25日初版発行（1月20日発売[31]）、ISBN 978-4-8291-3537-2
  - 『魔法戦士リウイ 魔法の国の魔法戦士』、2012年6月25日初版発行（6月20日発売[32]）、ISBN 978-4-8291-3673-7

### 漫画

#### 魔法戦士リウイ 紅炎のバスタード
- 水野良（原作）・横田守（キャラクター原案）・細雪純（作画） 『魔法戦士リウイ 紅炎のバスタード』 角川書店〈角川コミックスドラゴンJr.〉、全6巻
  1. 1999年12月24日発売[33]、ISBN 4-04-712214-9
  2. 2000年7月28日発売[34]、ISBN 4-04-712242-4
  3. 2001年6月28日発売[35]、ISBN 4-04-712272-6
  4. 2002年1月30日発売[36]、ISBN 4-04-712291-2
  5. 2002年9月25日発売[37]、ISBN 4-04-712309-9
  6. 2003年5月28日発売[38]、ISBN 4-04-712331-5

#### 魔法戦士リウイ
- 水野良（原作）・横田守（キャラクター原案）・長谷川光司（作画） 『魔法戦士リウイ』 KADOKAWA〈ファミ通クリアコミックス〉、全5巻
  1. 2017年2月28日発売[39]、ISBN 4-04-734475-3
  2. 2017年8月10日発売[40]、ISBN 4-04-734702-7
  3. 2018年1月15日発売[41]、ISBN 4-04-734948-8
  4. 2018年7月14日発売[42]、ISBN 4-04-735211-X
  5. 2019年1月15日発売[43]、ISBN 4-04-735451-1

### コミックアンソロジー
- 『魔法戦士リウイパロディ4コマ劇場』、2001年7月30日発売[44]、ISBN 4-04-712275-0
- 『魔法戦士リウイ パロディ祭り』、2002年3月25日発売[45]、ISBN 4-04-712297-1

### その他の書籍
- 『超解（）！魔法戦士リウイ』、2001年4月4日発売[46]、ISBN 4-8291-7466-8
  - 主にファーストシーズン7巻目までの内容を解説したガイドブック。
- 『賽子の国の魔法戦士 ソード・ワールドRPGリプレイ・アンソロジー2』、2007年1月20日発売[47]、ISBN 978-4-8291-4490-9
  - 表紙は横田守。ソード・ワールドRPGの3つのリプレイを収録していて、その内のひとつが水野良執筆の『鋼の国の魔法戦士』リプレイで、挿絵は細雪純。『コクーン・ワールド』は作：友野詳、画：弘司。『サーラの冒険』は作：山本弘、画：田口順子。

## 関連CD
月刊ドラゴンマガジンの誌上通販の「ドラマティックドラゴン」にてドラマCDがリリースされている。一度目は2001年にシングルCDに収録されたドラマが、二度目は2004年に再録のアルバムCDとして販売された。

## テレビアニメ
アニメ版はWOWOWのノンスクランブル枠で放送された。放送期間は2001年4月3日から同年9月18日。全24話。

### スタッフ
- 原作 - 水野良[5]
- 原作イラスト - 横田守[5]
- 監督 - 湖山禎崇[5]
- シリーズ構成 - 千葉克彦[5]
- キャラクターデザイン - 岩倉和憲[5]
- サブキャラクターデザイン - 和田崇[5]
- 総作画監督 - 岩倉和憲[5]、和田崇[5]
- 美術監督 - 加藤賢司[5]
- 色彩設定 - 丸山美江子[5]
- 撮影監督 - 鈴木洋平[5]
- 編集 - 西山茂[5]
- 音響監督 - 三間雅文[5]
- 音楽 - 川井憲次[5]
- プロデューサー - 蜂屋誠一[5]、米桝博之[5]、松倉友二[5]
- アニメーション制作 - J.C.STAFF[5]
- 製作 - 魔法戦士リウイ製作委員会[5]

### 主題歌
オープニングテーマ「Twinkle Trick」
作詞・作曲 - jiro miyanaga / 編曲 - TRAWO & jiro / 歌 - 奥田綾乃
エンディングテーマ「Love&Pain」
作詞・作曲 - SIN / 編曲 - MASAO AKASHI / 歌 - ハッポンアシ

### 各話リスト
| 話 | サブタイトル             | 脚本     | 絵コンテ         | 演出             | 作画監督              | 放送日        |
| -- | ------------------------ | -------- | ---------------- | ---------------- | --------------------- | ------------- |
| 1  | 勇者降臨                 | 千葉克彦 | 湖山禎崇         | 石堂宏之         | 和田崇                | 2001年 4月3日 |
| 2  | 初体験                   | 千葉克彦 | 西本由起夫       | 葛谷直行         | 木下ゆうき 佐々木一浩 | 4月10日       |
| 3  | 大乱闘                   | 千葉克彦 | 福田道生         | 岡嶋国敏         | 関口雅浩              | 4月17日       |
| 4  | 妖魔の森                 | 高山治郎 | 葛谷直行         | 石田博           | 祝浩司                | 4月24日       |
| 5  | 青い課外授業             | 千葉克彦 | 島津奔           | 水無月弥生       | 松田寛                | 5月1日        |
| 6  | 愛のために…死す？        | 岸間信明 | 福田道生         | 森田風太         | 木下ゆうき            | 5月8日        |
| 7  | ミレルの壷               | 岸間信明 | 鈴木行           | 雄谷将仁         | 中矢雅樹              | 5月15日       |
| 8  | 涙のマイリー祭り         | 千葉克彦 | 葛谷直行         | 葛谷直行         | 斎藤浩信              | 5月22日       |
| 9  | 真夏に訪れし者           | 岸間信明 | 福田道生         | 岡嶋国敏         | 関口雅浩              | 5月29日       |
| 10 | 四大魔術師の塔           | 高山治郎 | 葛谷直行         | 三芳唯稀         | 宗崎暢彦              | 6月5日        |
| 11 | 真の勇者登場？           | 千葉克彦 | 島津奔           | 水無月弥生       | 松田寛                | 6月12日       |
| 12 | 月夜の花                 | 高山治郎 | まつもとよしひさ | まつもとよしひさ | 木下ゆうき 北町五郎   | 6月19日       |
| 13 | 女戦士の遁走曲（フーガ） | 千葉克彦 | 島崎奈々子       | 雄谷将仁         | 中矢雅樹              | 6月26日       |
| 14 | 花売りと花嫁             | 岸間信明 | 葛谷直行         | 葛谷直行         | 木下ゆうき            | 7月3日        |
| 15 | 湖畔のバカンス           | 大和屋暁 | 福田道生         | 岡嶋国敏         | 田中誠輝              | 7月10日       |
| 16 | 闇の中の陰謀             | 千葉克彦 | まつもとよしひさ | まつもとよしひさ | 南伸一郎              | 7月17日       |
| 17 | 拳闘士リウイ             | 岸間信明 | 島津奔           | 長尾粛           | 松田寛 古田誠         | 7月24日       |
| 18 | 変身×5                   | 大和屋暁 | 葛谷直行         | 葛谷直行         | 祝浩司                | 7月31日       |
| 19 | オー・マイ・ホーム!      | 岸間信明 | 島崎奈々子       | 雄谷将仁         | 中矢雅樹              | 8月7日        |
| 20 | 勝利の美酒               | 高山治郎 | 葛谷直行         | 葛谷直行         | 木下ゆうき            | 8月21日       |
| 21 | 勤労少女メリッサ         | 大和屋暁 | 福田道生         | 岡嶋国敏         | 田中誠輝              | 8月28日       |
| 22 | 反乱軍現る               | 千葉克彦 | 福田道生         | 葛谷直行         | 南伸一郎              | 9月4日        |
| 23 | 掟やぶりの女たち         | 千葉克彦 | 島津奔           | 長尾粛           | 松田寛 古田誠         | 9月11日       |
| 24 | リウイパンチ!!!!         | 千葉克彦 | 湖山禎崇         | 湖山禎崇         | 和田崇                | 9月18日       |

| WOWOW 火曜18:30枠 | WOWOW 火曜18:30枠 | WOWOW 火曜18:30枠                                                |
| 前番組            | 番組名            | 次番組                                                           |
| ----------------- | ----------------- | ---------------------------------------------------------------- |
| 地球防衛家族      | 魔法戦士リウイ    | 人形草紙あやつり左近（再放送） ※ フルメタル・パニック!の代替放送 |

### DVD・ビデオ
横田守によるジャケットイラストのDVDとビデオが全12巻がハピネット・ピクチャーズ より発売された。
| - 魔法戦士リウイ vol.1 - 魔法戦士リウイ vol.2 - 魔法戦士リウイ vol.3 - 魔法戦士リウイ vol.4 - 魔法戦士リウイ vol.5 - 魔法戦士リウイ vol.6 | - 魔法戦士リウイ vol.7 - 魔法戦士リウイ vol.8 - 魔法戦士リウイ vol.9 - 魔法戦士リウイ vol.10 - 魔法戦士リウイ vol.11 - 魔法戦士リウイ vol.12 |

### サウンドトラックアルバム
- 魔法戦士リウイ オリジナル・サウンドトラックI
- 魔法戦士リウイ オリジナル・サウンドトラックII

## ゲーム

### ヒーローズファンタジア
2012年1月19日発売　参加作品に名前を連ねておりメインキャラクター達が登場。キャストはほぼテレビアニメ版と同様だが、2011年にオリジナルキャストの川上とも子が死去しているため、ミレルは松岡由貴が演じている。
クロスオーバー作品なので「フォーセリア」という舞台からは離れ、アドロアス界へと呼びこまれている設定である。